# Polycentropus connatus
Polycentropus connatus är en nattsländeart som beskrevs av Oliver S. Flint Jr. 1981. Polycentropus connatus ingår i släktet Polycentropus och familjen fångstnätnattsländor. Inga underarter finns listade i Catalogue of Life.